# Ptinus suturalis
Ptinus suturalis là một loài bọ cánh cứng trong họ Ptinidae. Loài này được White miêu tả khoa học năm 1846.